# Antonín Kinský
Antonín Kinský (Praag, 13 maart 2003) is een Tsjechisch voetballer die speelt als doelman. In de winter van 2025 verruilde hij Sparta Praag voor Tottenham Hotspur. Zijn vader Antonín was ook professioneel doelman.

## Clubcarrière

### Dukla Praag
Kinský speelde in de jeugd bij FC Tempo Praag, Bohemians Praag en FK Dukla Praag. Bij laatstgenoemde ploeg maakte hij op 14 juli 2020, op de laatste speelronde van de Tsjechische competitie, zijn debuut in het profvoetbal. In het seizoen erna speelde hij vijf competitiewedstrijden en één bekerwedstrijd voor Dukla Praag. 

### Sparta Praag
In juli 2021 tekende hij voor vier seizoenen bij Slavia Praag, dat 160.000 euro voor hem betaalde. Hij werd toen al gezien als het grootste Tsjechische keeperstalent van zijn generatie. Hij speelde één wedstrijd in zijn eerste halve jaar bij Sparta Praag en werd in de tweede seizoenshelft verhuurd aan MFK Vyškov. Daar keepte hij 47 wedstrijden in anderhalf jaar tijd. In het seizoen 2023/24 werd hij vervolgens uitgeleend aan FK Pardubice, waar hij achttien wedstrijden voor speelde.
In de zomer van 2024 had Kinský eigenlijk besloten om zijn contract niet te verlengen, maar door een blessure bij eerste doelman Jindřich Staněk werd Kinský eerste doelman van Sparta Praag. Op basis daarvan besloot Kinský toch zijn contract te verlengen. Hij begon goed en kreeg in zijn eerste negen competitiewedstrijden slechts één tegengoal. Op 25 september maakte hij ook zijn debuut in de Europa League tegen Loedogorets en ook hier hield hij de nul. 

### Tottenham Hotspur
Door een blessures bij eerste en tweede doelman Guglielmo Vicario en Fraser Forster, kwam Tottenham Hotspur in de winter van 2025 uit bij Kinský. Op 5 januari tekende de Tsjech voor zesenhalf seizoen bij Tottenham, dat 16,5 miljoen euro voor hem betaalde. Hij maakte drie dagen later in de halve finale van de EFL Cup tegen Premier League-koploper Liverpool zijn debuut voor de club. Met zes reddingen en een clean sheet was hij direct belangrijk in een 1-0 overwinning.

## Clubstatistieken
| Seizoen | Club              | Competitie              | Competitie | Competitie | Beker | Beker | Overig | Overig | Totaal | Totaal |
| Seizoen | Club              | Competitie              | Wed.       | Dlp.       | Wed.  | Dlp.  | Wed.   | Dlp.   | Wed.   | Dlp.   |
| ------- | ----------------- | ----------------------- | ---------- | ---------- | ----- | ----- | ------ | ------ | ------ | ------ |
| 2019/20 | Dukla Praag       | FNLiga                  | 1          | 0          | 0     | 0     | —      | —      | 1      | 0      |
| 2020/21 | Dukla Praag       | FNLiga                  | 5          | 0          | 1     | 0     | —      | —      | 6      | 0      |
| 2021/22 | Sparta Praag      | 1. česká fotbalová liga | 0          | 0          | 1     | 0     | —      | —      | 1      | 0      |
| 2021/22 | → MFK Vyškov      | FNLiga                  | 13         | 0          | 0     | 0     | —      | —      | 13     | 0      |
| 2022/23 | → MFK Vyškov      | FNLiga                  | 30         | 0          | 2     | 0     | 2      | 0      | 34     | 0      |
| 2023/24 | → FK Pardubice    | 1. česká fotbalová liga | 18         | 0          | 2     | 0     | —      | —      | 20     | 0      |
| 2024/25 | Sparta Praag      | 1. česká fotbalová liga | 19         | 0          | 0     | 0     | 10     | 0      | 29     | 0      |
| 2024/25 | Tottenham Hotspur | Premier League          | 0          | 0          | 1     | 0     | 0      | 0      | 1      | 0      |
| Totaal  | Totaal            | Totaal                  | 86         | 0          | 7     | 0     | 12     | 0      | 105    | 0      |

Bijgewerkt op 9 januari 2025.

## Interlandcarrière
Kinský speelde interlands voor de jeugdelftallen van Tsjechië onder 15, onder 16, onder 17, onder 19, onder 20 en onder 21. Hij zat in oktober en november 2024 voor het eerst bij de selectie voor het Tsjechisch voetbalelftal, maar maakte achter Matěj Kovář nog niet zijn debuut.